# Kornhochheim
Kornhochheim war seit dem 14. März 1974 ein Ortsteil von Neudietendorf im Osten des thüringischen Landkreises Gotha. Seit dem 1. Dezember 2009 sind Kornhochheim und auch Neudietendorf Ortsteile der Landgemeinde Nesse-Apfelstädt.

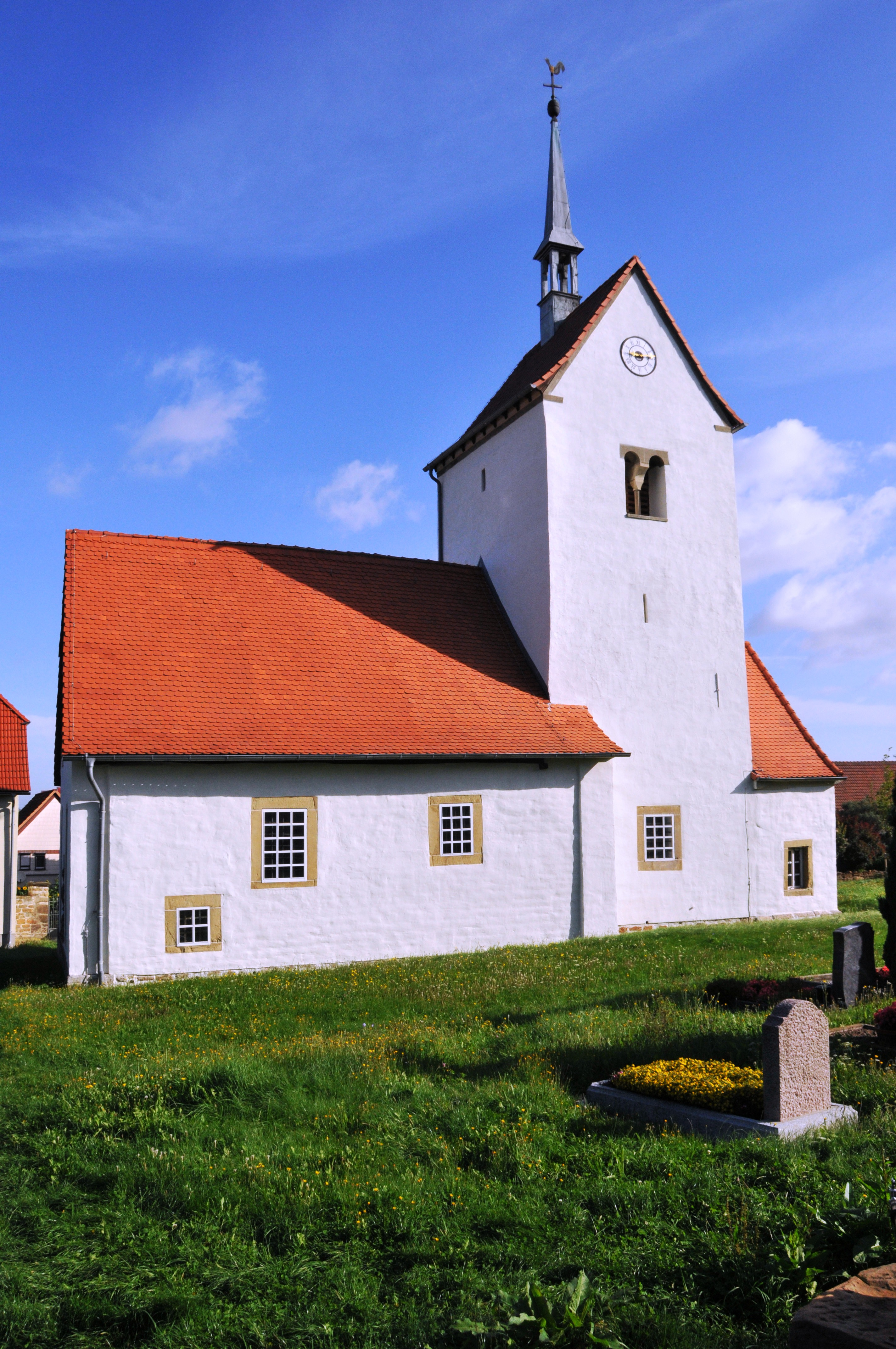
Kirche St. Nikolaus in Kornhochheim

## Geografie
Kornhochheim wurde ursprünglich in der Art eines „rechteckigen“ Rundplatzdorfes auf einer Anhöhe am Südrand des Thüringer Beckens südlich des Weidbaches, eines Nebenflusses der Apfelstädt, angelegt. Der südlich verlaufende Mühlkanal des Weidbachs ist die Grenze zum ursprünglichen Ortsteil Dietendorf der Gemeinde Neudietendorf. Von Mühlberg kommend, wo er im Spring seinen Ursprung hat, entwässert er die Senke zwischen Mühlberg und Neudietendorf und mündet am Ortsende von Neudietendorf in die Apfelstädt. Der Ort wurde westlich der Nord-Süd-Verbindung von Arnstadt über Thörey nach Neudietendorf, der so genannten Baumstraße, angelegt. Dabei erhielt die Kirche nebst Friedhof den höchsten Standort am südlichen Ortsrand.
Nachbarorte sind Apfelstädt im Westen (2 km), Sülzenbrücken im Südwesten (3 km), Thörey im Süden (3 km) sowie der Erfurter Ortsteil Molsdorf im Osten (3 km).

## Geschichte
Der im Mittelalter gegründete Ort im Amt Wachsenburg – die Kirche stammt aus dem 12. Jahrhundert – gehörte seit dem 16. Jahrhundert zum Herzogtum Sachsen-Weimar und seit 1640 zu Sachsen-Gotha, ab 1675 zu Sachsen-Gotha-Altenburg und ab 1825 zu Sachsen-Coburg und Gotha. Mit dem Ende der Monarchie nach dem Ersten Weltkrieg wurde er dem Landkreis Gotha zugeteilt.
Während des Dreißigjährigen Krieges war Kornhochheim jahrelang unbewohnt.
1939 hatte der Ort 353 Einwohner. Mit einer Gebietsreform in der DDR wurde die Gemeinde Teil des neu gebildeten Kreises Erfurt-Land. Das bis dahin selbstständige Kornhochheim wurde im Jahre 1974 nach Neudietendorf eingemeindet. Mit der Auflösung des Kreises Erfurt Land kam die Gemeinde Neudietendorf und damit auch der Ortsteil Kornhochheim wieder zum Landkreis Gotha. Seit Dezember 2009 ist Kornhochheim Teil der ersten Landgemeinde Thüringens, der Gemeinde Nesse-Apfelstädt.
Im Rahmen eines Bürgerentscheids am 14. September 2014 entschied sich die Mehrheit der Landgemeinde dafür, Kornhochheim den Status einer Ortschaft zu geben, womit es fortan möglich ist, einen eigenständigen Ortschaftsbürgermeister sowie Ortschaftsrat zu stellen.
Bei amerikanischem Artilleriebeschuss in der Nacht vom 8. zum 9. April 1945 wurden der Kirchturm, zwei Wohnhäuser, die Schule und mehrere Scheunen getroffen, dadurch Brände ausgelöst und eine Bewohnerin getötet.

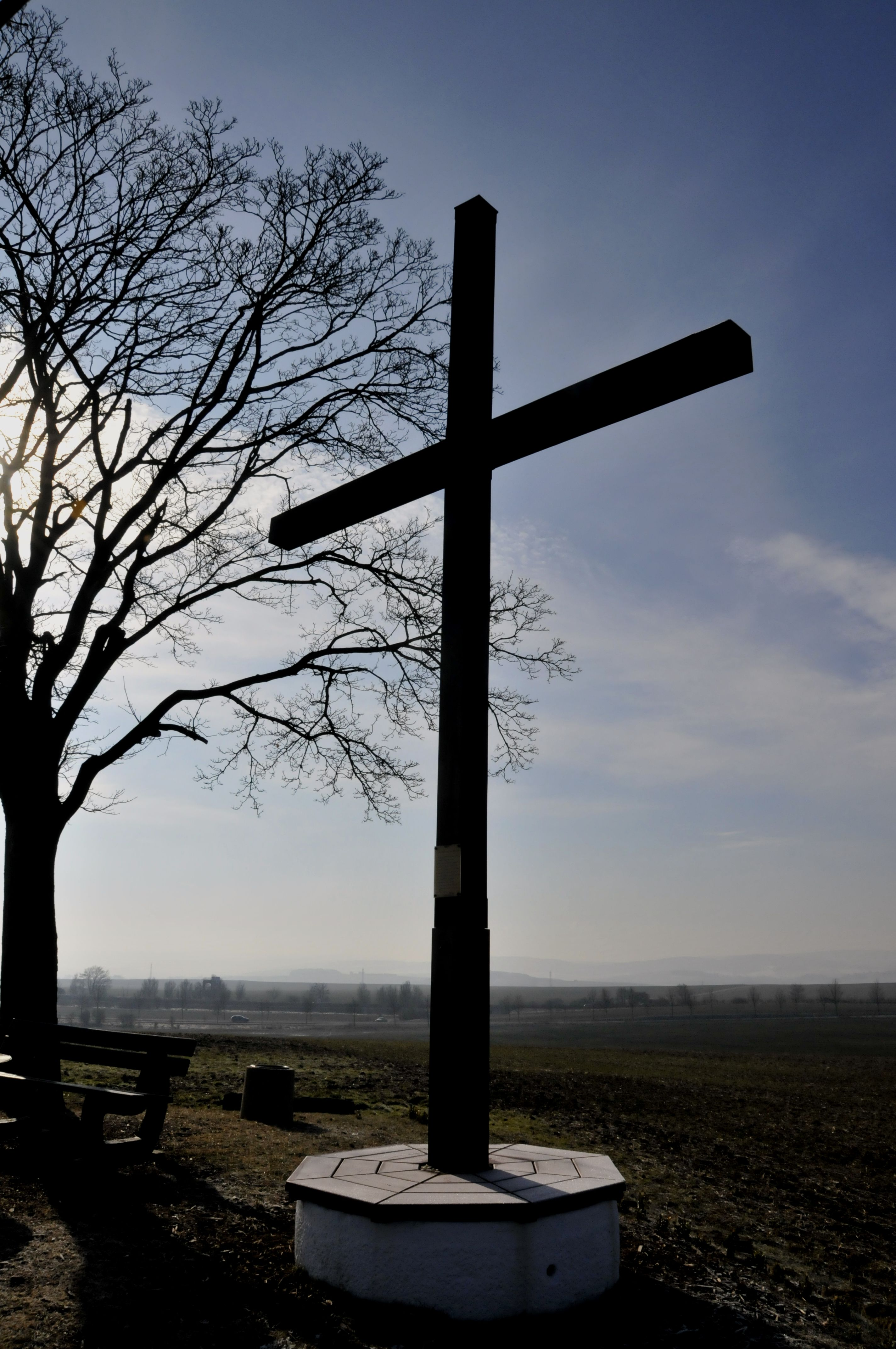
Kummelkreuz

## Baugeschichte und Beschreibung des Ortes
Entscheidend für die Gestaltung der Dorf-Platzanlage war ganz sicher die bis in unsere Zeit vorhandene ergiebige Quelle, genannt Davids-Born. An ihrer Nordseite wurde eine geschlossene Reihe von stattlichen zweigeschossigen Bauernhäusern mit den dazugehörigen Toreinfahrten errichtet. Die Gebäude sind, nachdem beinahe der gesamte Ort während des Dreißigjährigen Krieges zerstört wurde und jahrelang unbewohnt war, vorwiegend in der zweiten Hälfte des 17. Jahrhunderts neu entstanden. Die Wohngebäude, aber auch die Wirtschaftsgebäude aus dieser Epoche, wurden als Fachwerkhäuser mit glatt geputzten Fassaden errichtet. Sie waren regelmäßig teilunterkellert mit Gewölbekellern aus Natursteinmauerwerk aus einheimischem Kalk- und Sandstein. Bemerkenswerte Architektur-Details an den Wohngebäuden sind die großen Tore in den Südfassaden, die Fensteranordnungen einschließlich der Läden, die Eingangsdielen mit Treppenanlagen und vereinzelte Stuckarbeiten an Wohnraumdecken.
Die nördliche, talseitige Grundstücksgrenze der genannten Häuserzeile wird von einer mittelalterlichen Natursteinmauer gefasst, die in ihrer Gestalt und Konstruktion im Ort noch einmal als Friedhofsmauer wiederzufinden ist. Heute ist die Mauer nicht mehr in ihrer Gesamtheit vorhanden.

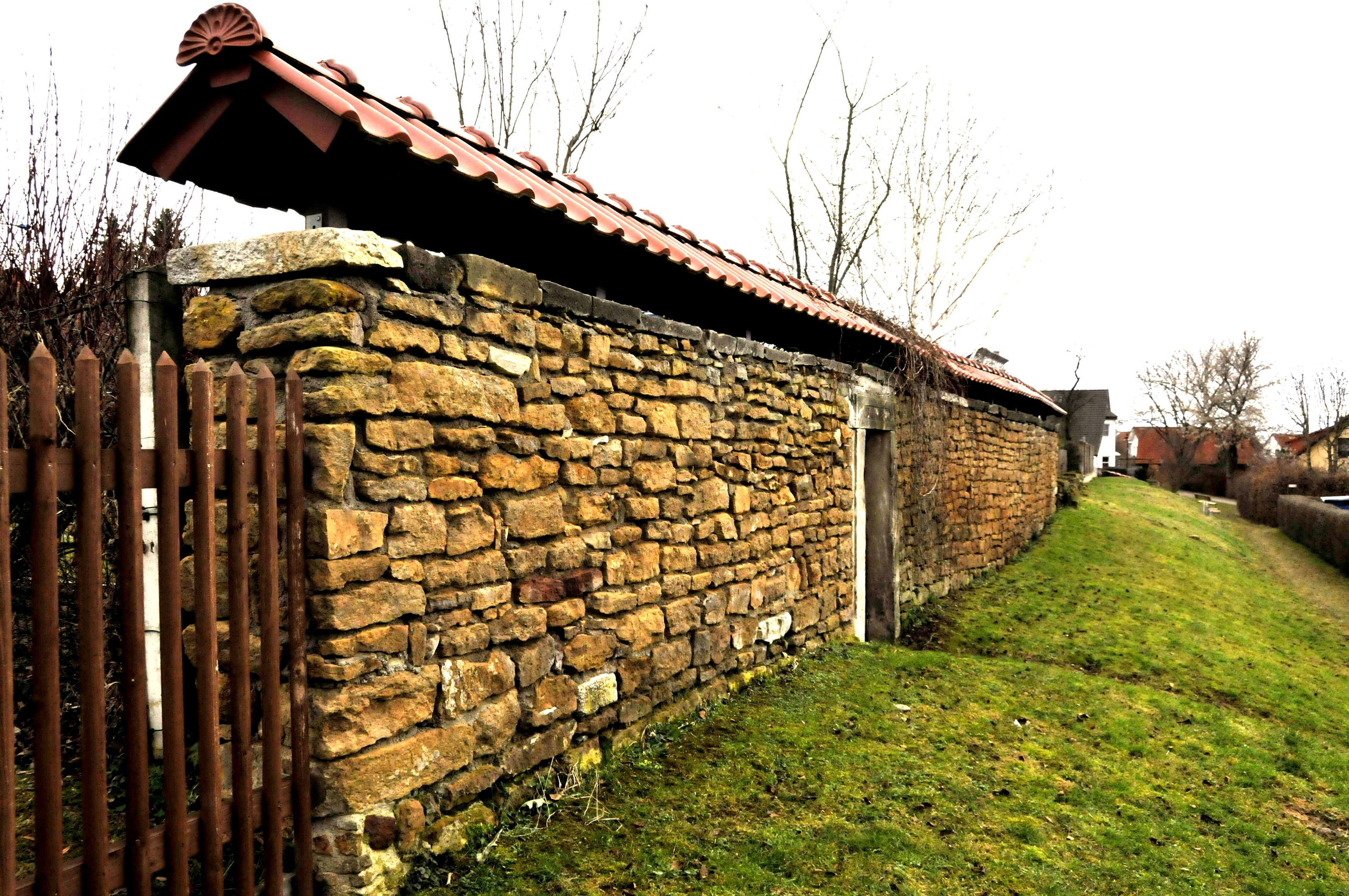
Alte Dorfmauer

Auf der Südseite des Dorfplatzes dominiert die „Schwemme“, der vormalige Dorfteich. Im 20. Jahrhundert diente dieses Wasserbecken vor allem als Löschwasserteich; es wurde in der vorhandenen Form als Ortbetonbecken vor dem Ersten Weltkrieg angelegt. In den Jahrhunderten zuvor hatte es noch den echten Dorfteichcharakter, man konnte damals in trockenen Sommern die hölzernen Pferdewagen hineinfahren, um das Auseinanderfallen der Räder zu vermeiden. Sicher weist der Name „Schwemme“ auch darauf hin, dass hier ebenso Pferde, Enten und Gänse ein Erfrischungsbad haben konnten.
Etwa 80 m weiter oberhalb in der Kirchgasse fand man bis in die 1980er Jahre den baulich gefassten Hauptbrunnen des Dorfes, der die Schwemme (auch heute noch) speist. Acht Haushalte hatten hierzu Hausanschlüsse, bis durch die Erneuerung des Straßenbelags der Kirchgasse die Wasserleitungen zerstört wurden. Heute ist der Brunnen unterirdisch kanalisiert. Statt der früheren Handpumpe ist nur noch ein schlichter Kanaldeckel vom Brunnen zu sehen. Das Wasser dieses Brunnens und der Schwemme fließt zusammen mit dem des Davids-Born in einem kleinen Bach (Flösschen) unter den Fachwerkhäusern durch und durch die Gärten der Grundstücke und ein paar hundert Meter im Seitengraben der Hauptstraße bis zum Seitenkanal des Weidbachs, der die Grenze zu Neudietendorf darstellt.
Unmittelbar bei der Kirche, am südlichen Ende der Kirchgasse, hat das ehemalige Schulgebäude seinen Standort. Es besteht aus einem östlichen Fachwerkhaus, das 1768 für „485 Reichsthaler mit 2 Stuben, 7 Kammern, 1 Scheuer und Stallung“ erbaut wurde und einem westlichen Mauerwerksbau, der um die Jahrhundertwende 1899–1900 entstanden ist. In den letzten Jahrzehnten wurden die Gebäude als Gemeindebüro, Wohnhaus und Gaststätte „Zur Alm“ genutzt.
Im zentralen Dorfplatzbereich, südlich des Davidsbrunnens, befand sich bis nach dem Zweiten Weltkrieg ein interessantes, einstöckiges Fachwerkgebäude. Es diente als Brauerei und wurde gleichzeitig als Feuerwehrhaus genutzt. Heute steht an diesem Platz ein Feuerwehrhaus als bescheidener Zweckbau.
Südöstlich des Dorfkerns wurden im Zuge der Kollektivierung der Landwirtschaft in der DDR die Großbetriebe mit ihren Bauwerken der LPG errichtet. In diesen Gebäuden wurden um 1980 etwa 1000 Rinder gemästet. Hieraus ist die heutige Landgut GmbH entstanden, mit etwa 680 Hektar landwirtschaftlicher Fläche. Zudem wurde ab 1990 im Süden des Ortes ein großes Gewerbegebiet erschlossen. Es erstreckt sich auf rund 50 Hektar beidseitig der Landstraße nach Thörey fast bis zur Autobahn. Letztlich sei noch das neue Siedlungsgebiet „Am Berge“ erwähnt, das östlich der Straße nach Neudietendorf auf dem Plateau südlich des Kirchbergs auf etwa 16 Hektar erschlossen und mit neuen Einfamilienhäusern bebaut wurde.

## Bildergalerie

Bilder zur Baugeschichte
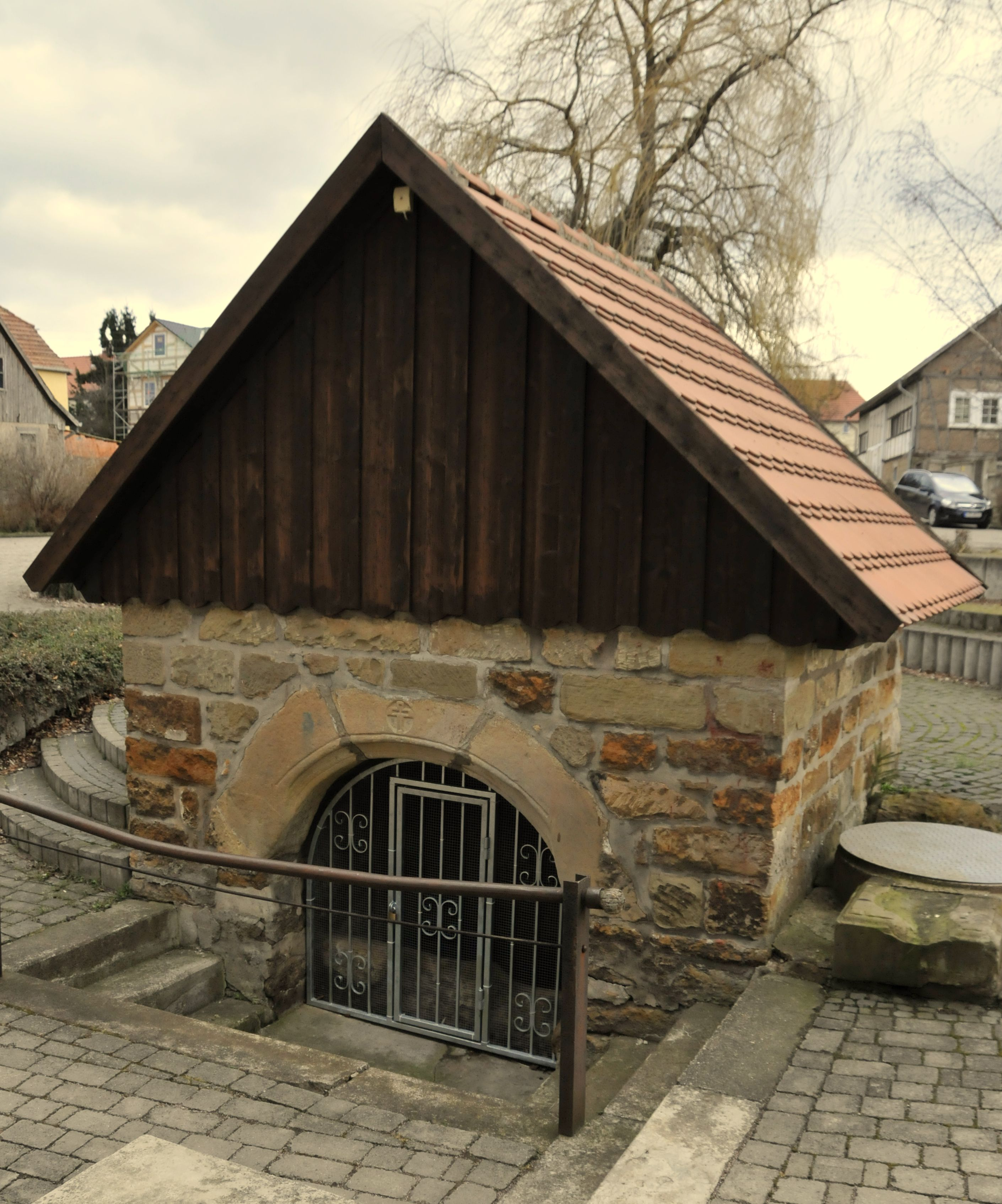
Davids Born (Lage)
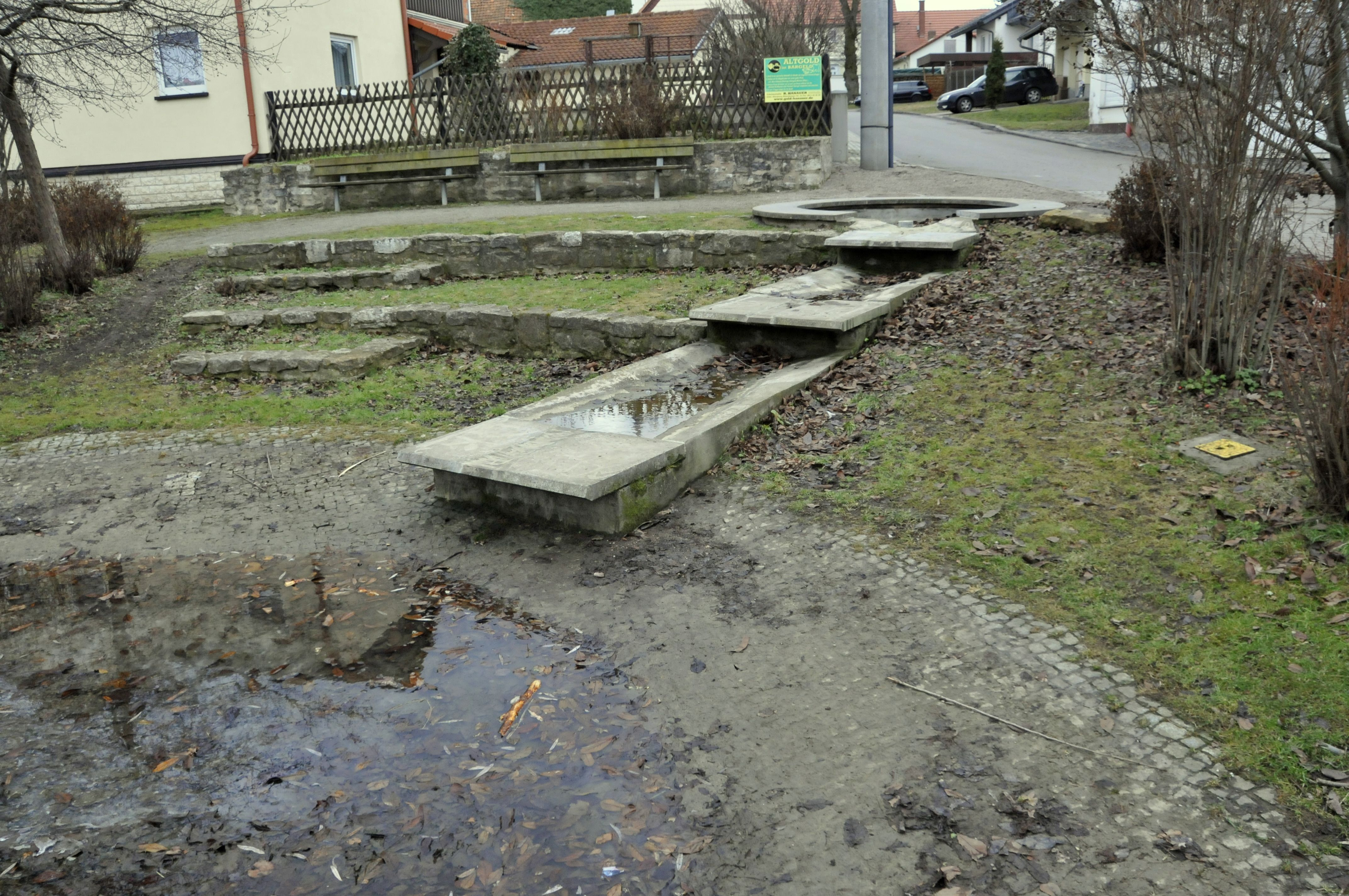
Die Schwemme (Lage)
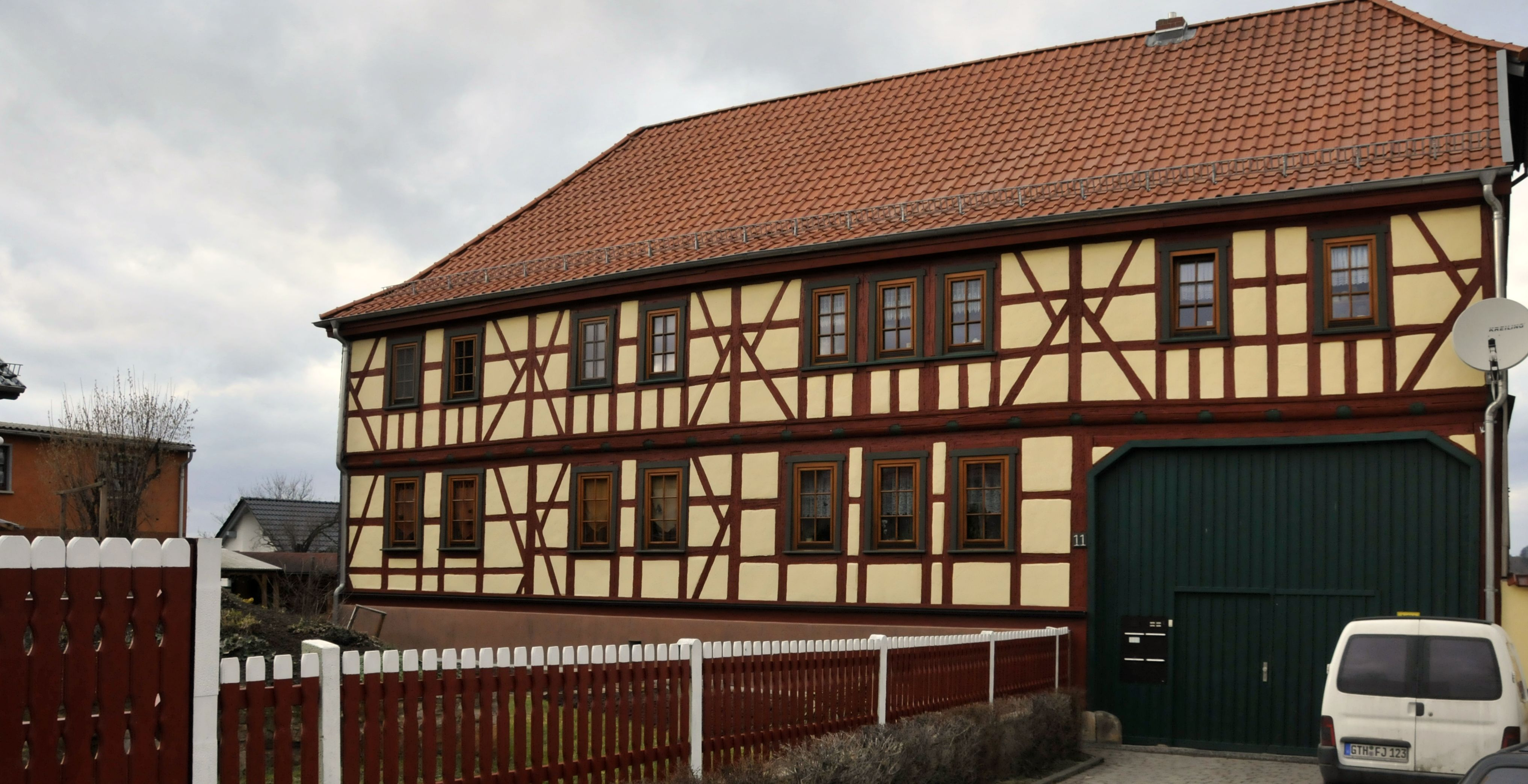
Fachwerkhaus
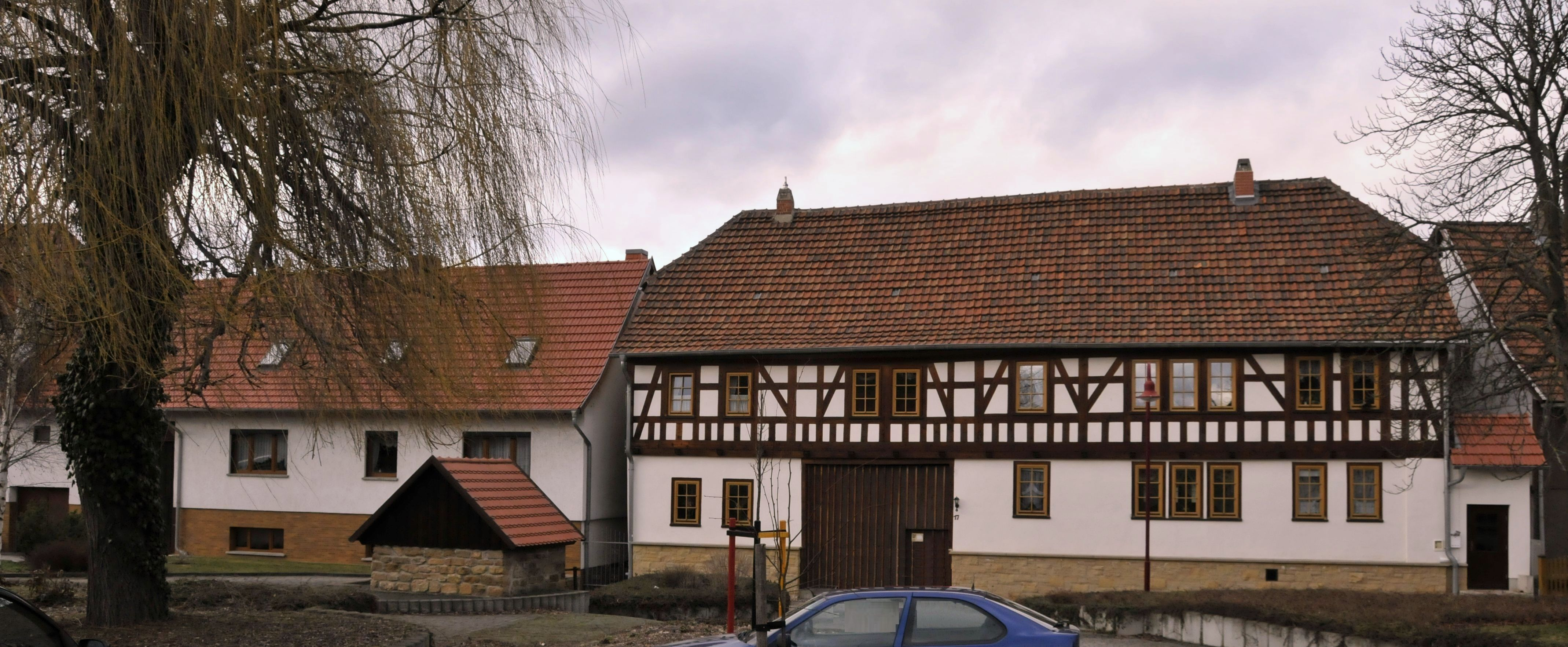
Fachwerkhaus

## Wirtschaft und Verkehr
Der ursprünglich landwirtschaftlich geprägte Ort hat im 20. Jahrhundert einen erheblichen Wandel erfahren. Viele Einwohner des Ortes verdienen heute ihren Lebensunterhalt im in den 1990er Jahren südlich von Kornhochheim entstandenen Gewerbegebiet Süd.
Durch Kornhochheim führt die Landesstraße 1044. Zum Autobahnkreuz Erfurt der A 4 und A 71 sind es etwa 2 km nach Südosten. Unmittelbar südlich des Ortes befindet sich die Anschlussstelle Neudietendorf der A 4.
Linienbusse verbinden Kornhochheim mit der Kreisstadt Gotha und mit Neudietendorf, wo Bahnanschluss besteht. Der 1,5 km nördlich von Kornhochheim gelegene Bahnhof Neudietendorf liegt an den Strecken Halle–Erfurt–Bebra und Neudietendorf–Ritschenhausen. Seit April 2008 gehört der Ort zum Gebiet des Verkehrsverbunds Mittelthüringen.

## Sehenswertes

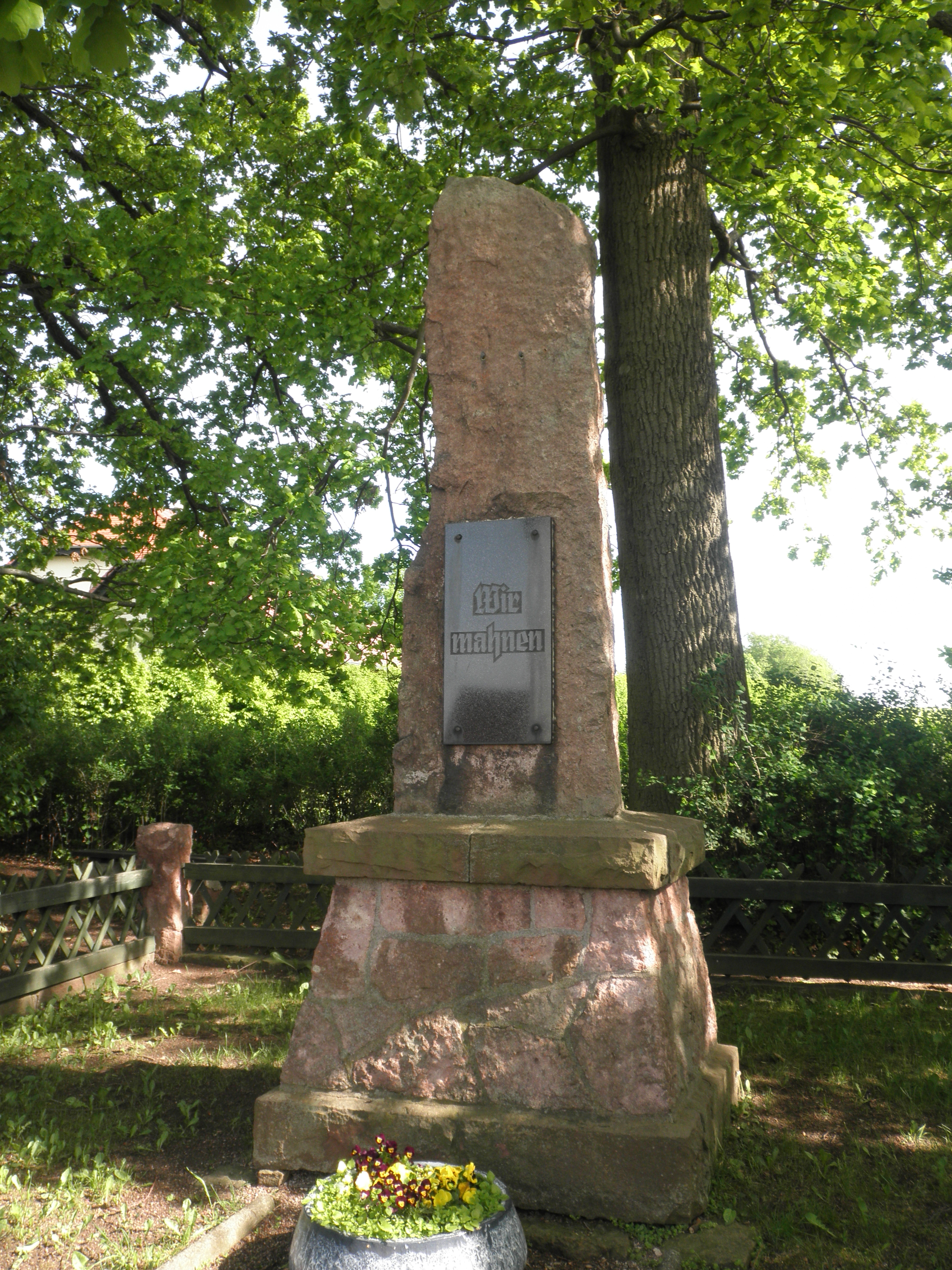
Kriegerdenkmal in Kornhochheim

- Die Kirche St. Nikolaus (siehe Hauptartikel: St. Nikolaus) ist romanischen Ursprungs und stammt aus der zweiten Hälfte des 12. Jahrhunderts, das Eingangsportal aus dem 15. Jahrhundert. Sie ist die wichtigste historische Sehenswürdigkeit des Ortes. Der Turm verlor durch Artilleriebeschuss 1945 seinen charakteristischen Turmhelm und wurde 1952 vereinfacht wiederaufgebaut.

- Südlich der Kirche steht in einem kleinen Eichenhain ein Gedenkstein in Form eines Menhirs mit der Aufschrift „Wir mahnen“. Es handelt sich um ein zur DDR-Zeit verändertes Kriegerdenkmal aus der Zeit nach dem Ersten Weltkrieg. Die Tafeln mit den Namen der Gefallenen wurden entfernt.

- Kornhochheimer Kummelkreuz: Im Jahr 2000 wurde ein fünf Meter hohes Eichenkreuz auf dem Kornhochheimer Hügel Kummel errichtet. Es steht als Zeichen für die friedliche Wiedervereinigung Deutschlands und wurde von Bischof Joachim Wanke am 3. Oktober des Jahres 2000 geweiht.[5] Eine Gedenktafel am Kreuz nennt als Initiatoren für die Errichtung des Kreuzes die katholische St. Raphael-Gemeinde Neudietendorf und die Freiwillige Feuerwehr.